# Single numer jeden w roku 1999 (USA)
Notowanie Billboard Hot 100 przedstawia najlepiej sprzedające się single w Stanach Zjednoczonych. Publikowane jest ono przez magazyn Billboard, a dane kompletowane są przez Nielsen SoundScan w oparciu o cotygodniowe wyniki sprzedaży cyfrowej oraz fizycznej singli, a także częstotliwość emitowania piosenek na antenach stacji radiowych.
"Smooth" Santany był najdłużej utrzymującym się na szczycie singlem roku, pozostając na 1. miejscu przez dwanaście tygodni, z których dwa ostatnie objęły 2000 rok.

## Historia
| Data publikacji | Piosenka              | Artysta                                  |
| --------------- | --------------------- | ---------------------------------------- |
| 2 stycznia      | "I’m Your Angel"      | R. Kelly i Céline Dion                   |
| 9 stycznia      | "I’m Your Angel"      | R. Kelly i Céline Dion                   |
| 16 stycznia     | "Have You Ever?"      | Brandy                                   |
| 23 stycznia     | "Have You Ever?"      | Brandy                                   |
| 30 stycznia     | "…Baby One More Time" | Britney Spears                           |
| 6 lutego        | "…Baby One More Time" | Britney Spears                           |
| 13 lutego       | "Angel of Mine"       | Monica                                   |
| 20 lutego       | "Angel of Mine"       | Monica                                   |
| 27 lutego       | "Angel of Mine"       | Monica                                   |
| 6 marca         | "Angel of Mine"       | Monica                                   |
| 13 marca        | "Believe"             | Cher                                     |
| 20 marca        | "Believe"             | Cher                                     |
| 27 marca        | "Believe"             | Cher                                     |
| 3 kwietnia      | "Believe"             | Cher                                     |
| 10 kwietnia     | "No Scrubs"           | TLC                                      |
| 17 kwietnia     | "No Scrubs"           | TLC                                      |
| 24 kwietnia     | "No Scrubs"           | TLC                                      |
| 1 maja          | "No Scrubs"           | TLC                                      |
| 8 maja          | "Livin’ la Vida Loca" | Ricky Martin                             |
| 15 maja         | "Livin’ la vida loca" | Ricky Martin                             |
| 22 maja         | "Livin’ la vida loca" | Ricky Martin                             |
| 29 maja         | "Livin’ la vida loca" | Ricky Martin                             |
| 5 czerwca       | "Livin’ la vida loca" | Ricky Martin                             |
| 12 czerwca      | "If You Had My Love"  | Jennifer Lopez                           |
| 19 czerwca      | "If You Had My Love"  | Jennifer Lopez                           |
| 26 czerwca      | "If You Had My Love"  | Jennifer Lopez                           |
| 3 lipca         | "If You Had My Love"  | Jennifer Lopez                           |
| 10 lipca        | "If You Had My Love"  | Jennifer Lopez                           |
| 17 lipca        | "Bills, Bills, Bills" | Destiny’s Child                          |
| 24 lipca        | "Wild Wild West"      | Will Smith feat. Dru Hill i Kool Moe Dee |
| 31 lipca        | "Genie in a Bottle"   | Christina Aguilera                       |
| 7 sierpnia      | "Genie in a Bottle"   | Christina Aguilera                       |
| 14 sierpnia     | "Genie in a Bottle"   | Christina Aguilera                       |
| 21 sierpnia     | "Genie in a Bottle"   | Christina Aguilera                       |
| 28 sierpnia     | "Genie in a Bottle"   | Christina Aguilera                       |
| 4 września      | "Bailamos"            | Enrique Iglesias                         |
| 11 września     | "Bailamos"            | Enrique Iglesias                         |
| 18 września     | "Unpretty"            | TLC                                      |
| 25 września     | "Unpretty"            | TLC                                      |
| 2 października  | "Unpretty"            | TLC                                      |
| 9 października  | "Heartbreaker"        | Mariah Carey feat. Jay-Z                 |
| 16 października | "Heartbreaker"        | Mariah Carey feat. Jay-Z                 |
| 23 października | "Smooth"              | Santana feat. Rob Thomas                 |
| 30 października | "Smooth"              | Santana feat. Rob Thomas                 |
| 6 listopada     | "Smooth"              | Santana feat. Rob Thomas                 |
| 13 listopada    | "Smooth"              | Santana feat. Rob Thomas                 |
| 20 listopada    | "Smooth"              | Santana feat. Rob Thomas                 |
| 27 listopada    | "Smooth"              | Santana feat. Rob Thomas                 |
| 4 grudnia       | "Smooth"              | Santana feat. Rob Thomas                 |
| 11 grudnia      | "Smooth"              | Santana feat. Rob Thomas                 |
| 18 grudnia      | "Smooth"              | Santana feat. Rob Thomas                 |
| 25 grudnia      | "Smooth"              | Santana feat. Rob Thomas                 |